# Raul de Gael
Raul de Gael (depois de 1042, em Hereford, — c. 1096) foi o Conde da Ânglia Oriental (Norfolk e Suffolk), e Senhor de Gaël e Montfort (Seigneur de Gaël et Montfort). Foi a figura principal na Revolta dos Condes, a última revolta séria contra Guilherme, o Conquistador, rei da Inglaterra.
Raul nasceu antes de 1042, provavelmente cerca de 1040 em Hereford, como o mais tardar em 1060, ele atestou, em companhia de outros bretões, uma notificação em Angers como filho de Raul, o Escudeiro.
É possível que Raul defendeu Dol quando o rei a sitiou sem sucesso em 1074, embora seja mais provável que estava em Dol-de-Bretagne durante as revoltas contra Hoel II, duque de Bretanha e que Guilherme veio a Dol em defesa de Hoel.
Casou-se, em 1075 em Exning, Cambridgeshire, com Ema, filha única de Guilherme FitzOsbern, 1.º Conde de Hereford e sua primeira esposa Alice ou Adelise (ou Adelissa), filha de Rogério I de Tosny. Seus descendentes foram Guilherme e Raul de Gael.